# Gunungwuled
Gunungwuled is een bestuurslaag in het regentschap Purbalingga van de provincie Midden-Java, Indonesië. Gunungwuled telt 4674 inwoners (volkstelling 2010).